# Hemibagrus gracilis
Hemibagrus gracilis és una espècie de peix de la família dels bàgrids i de l'ordre dels siluriformes.

## Morfologia
Els mascles poden assolir els 40,5 cm de longitud total.

## Distribució geogràfica
Es troba al territori peninsular de Malàisia.